# Cantó d'Offranville
El cantó d'Offranville és un cantó francès del departament del Sena Marítim, situat al districte de Dieppe. Té 18 municipis i el cap és Offranville.

## Municipis
- Ambrumesnil
- Arques-la-Bataille
- Aubermesnil-Beaumais
- Le Bourg-Dun
- Colmesnil-Manneville
- Hautot-sur-Mer
- Longueil
- Martigny
- Offranville
- Ouville-la-Rivière
- Quiberville
- Rouxmesnil-Bouteilles
- Saint-Aubin-sur-Scie
- Saint-Denis-d'Aclon
- Sainte-Marguerite-sur-Mer
- Sauqueville
- Tourville-sur-Arques
- Varengeville-sur-Mer

## Història
| Data d'elecció                           | Identitat                   | Partit | Qualitat |
| ---------------------------------------- | --------------------------- | ------ | -------- |
| 1945-1964                                | Léonce Grau                 | PS     |          |
| 1964-1976                                | M. des Champs de Boishébert | RPR    |          |
| 1976-1982                                | Guy Sénécal                 | UDF    |          |
| 1982-2008                                | Jean Dasnias                | PCF    |          |
| 2008-                                    | Bruno Bienaimé              | PRG    |          |
| les dades anteriors no són pas conegudes |                             |        |          |
|                                          |                             |        |          |

## Demografia
| A partir de 1990: Població sense dobles comptes |